# TNA International Championship
El TNA International Championship (Campeonato Internacional de TNA, en español) es un campeonato de lucha libre profesional creado y utilizado por la compañía estadounidense Total Nonstop Action Wrestling (TNA). El campeonato se creó el 29 de marzo de 2025, en reemplazo del Campeonato de los Medios Digitales de TNA. El campeón actual e inaugural es Steve Maclin.

## Historia
El 29 de marzo de 2025, durante las grabaciones TNA Impact!, el director de autoridad Santino Marella despojó a Steph De Lander del TNA Digital Media Championship, retirándolo y reemplazándolo con el Campeonato Internacional de TNA. El campeón inaugural fue coronado mediante un torneo en el PPV de TNA Unbreakable.

## Torneo por el título
Un torneo para coronar al campeón inaugural comenzó el 10 de abril.
|  |                                                                         |                                                                         |                                                                         |              |              |                                      |                                      |                                      |
|  | Primera Ronda (TNA Impact!, 10 de abril) (TNA Unbreakable, 17 de abril) | Primera Ronda (TNA Impact!, 10 de abril) (TNA Unbreakable, 17 de abril) | Primera Ronda (TNA Impact!, 10 de abril) (TNA Unbreakable, 17 de abril) |              |              | Final (TNA Unbreakable, 17 de abril) | Final (TNA Unbreakable, 17 de abril) | Final (TNA Unbreakable, 17 de abril) |
|  | Primera Ronda (TNA Impact!, 10 de abril) (TNA Unbreakable, 17 de abril) | Primera Ronda (TNA Impact!, 10 de abril) (TNA Unbreakable, 17 de abril) | Primera Ronda (TNA Impact!, 10 de abril) (TNA Unbreakable, 17 de abril) |              |              | Final (TNA Unbreakable, 17 de abril) | Final (TNA Unbreakable, 17 de abril) | Final (TNA Unbreakable, 17 de abril) |
|  |                                                                         |                                                                         |                                                                         |              |              |                                      |                                      |                                      |
|  |                                                                         |                                                                         |                                                                         |              |              |                                      |                                      |                                      |
|  | Eddie Edwards                                                           | Eddie Edwards                                                           | 9:55                                                                    |              |              |                                      |                                      |                                      |
|  | Eddie Edwards                                                           | Eddie Edwards                                                           | 9:55                                                                    |              |              |                                      |                                      |                                      |
|  | Ace Austin                                                              | Ace Austin                                                              | -                                                                       |              |              |                                      |                                      |                                      |
|  | Ace Austin                                                              | Ace Austin                                                              | -                                                                       |              |              |                                      |                                      |                                      |
|  | Steve Maclin                                                            | Steve Maclin                                                            | Pin                                                                     |              |              |                                      |                                      |                                      |
|  | Steve Maclin                                                            | Steve Maclin                                                            | Pin                                                                     |              |              |                                      |                                      |                                      |
|  |                                                                         |                                                                         |                                                                         |              |              |                                      |                                      |                                      |
|  |                                                                         |                                                                         |                                                                         |              |              |                                      |                                      |                                      |
|  | Zachary Wentz                                                           | Zachary Wentz                                                           | 8:50                                                                    | Steve Maclin | Steve Maclin | Pin                                  |                                      |                                      |
|  | Zachary Wentz                                                           | Zachary Wentz                                                           | 8:50                                                                    | Steve Maclin | Steve Maclin | Pin                                  |                                      |                                      |
|  | JDC                                                                     | JDC                                                                     | -                                                                       |              |              | Eric Young                           | Eric Young                           | -                                    |
|  | JDC                                                                     | JDC                                                                     | -                                                                       |              |              | Eric Young                           | Eric Young                           | -                                    |
|  | Eric Young                                                              | Eric Young                                                              | Pin                                                                     |              |              | AJ Francis                           | AJ Francis                           | 13:40                                |
|  | Eric Young                                                              | Eric Young                                                              | Pin                                                                     |              |              | AJ Francis                           | AJ Francis                           | 13:40                                |
|  |                                                                         |                                                                         |                                                                         |              |              |                                      |                                      |                                      |
|  |                                                                         |                                                                         |                                                                         |              |              |                                      |                                      |                                      |
|  | AJ Francis                                                              | AJ Francis                                                              | Pin                                                                     |              |              |                                      |                                      |                                      |
|  | AJ Francis                                                              | AJ Francis                                                              | Pin                                                                     |              |              |                                      |                                      |                                      |
|  | Mance Warner                                                            | Mance Warner                                                            | –                                                                       |              |              |                                      |                                      |                                      |
|  | Mance Warner                                                            | Mance Warner                                                            | –                                                                       |              |              |                                      |                                      |                                      |
|  | Sami Callihan                                                           | Sami Callihan                                                           | 7:51                                                                    |              |              |                                      |                                      |                                      |
|  | Sami Callihan                                                           | Sami Callihan                                                           | 7:51                                                                    |              |              |                                      |                                      |                                      |

## Campeones

### Campeón actual
El campeón actual es Steve Maclin, quien se encuentra en su primer reinado como campeón. Maclin ganó el campeonato inaugural tras derrotar a Eric Young y AJ Francis en la final de un torneo el 17 de abril de 2025 en Unbreakable.
Maclin registra hasta el 28 de abril de 2025 las siguientes defensas televisadas:
1. vs. Eric Young (17 de abril de 2025, Rebellion).
2. vs. Eric Young (1 de mayo de 2025, TNA Impact!).
3. vs. Matt Cardona (24 de mayo de 2025, TNA Impact!).
4. vs. Mance Warner (6 de junio de 2025, Against All Odds).
5. vs. Mance Warner vs. Jake Something (21 de junio de 2025, TNA Impact!).
6. vs. Jake Something (7 de agosto de 2025, TNA Impact!).  — Por descalificación

### Lista de campeones
| N.º                             | Campeón      | Lucha               | Lucha       | Lucha            | Estadísticas | Estadísticas | Notas y referencias                                                                                |
| N.º                             | Campeón      | Fecha               | Evento      | Ubicación        | Reinado      | Días         | Notas y referencias                                                                                |
| ------------------------------- | ------------ | ------------------- | ----------- | ---------------- | ------------ | ------------ | -------------------------------------------------------------------------------------------------- |
| Campeonato Internacional de TNA |              |                     |             |                  |              |              | |
| 1                               | Steve Maclin | 17 de abril de 2025 | Unbreakable | Paradise, Nevada | 1            | 113          | Derrotó a Eric Young y AJ Francis en la final del torneo para convertirse en el campeón inaugural. |

### Total de días con el título
| + | Indica al campeón actual |

| N.º | Luchador     | Reinados | Total de días |
| --- | ------------ | -------- | ------------- |
| 1   | Steve Maclin | 1        | 113+          |